# Потоцкий, Николай Платонович
Николай Платонович Потоцкий (1844 — 1911) — русский учёный-артиллерист и педагог, генерал от артиллерии, заслуженный профессор Михайловской военной артиллерийской академии и член  Артиллерийского комитета при Главном артиллерийском управлении.

## Биография
Родился 26 февраля 1844 года,  происходил из дворян Полтавской губернии.
В службу вступил в 1862 году после окончания Петровского Полтавского кадетского корпуса. В 1863 году после окончания Михайловского артиллерийского училища по I разряду выпущен подпоручиком с назначением в 1-ю конно-артиллерийскую резервную облегченную батарею. В 1864 году произведён в поручики, в 1867 году в штабс-капитаны.
В 1868 году после окончания Михайловской артиллерийской академии по I разряду был назначен репетитором, с 1869 года штатным преподавателем МАА с производством в поручики гвардии с оставлением по гвардейской конной артиллерии.  В 1871 году произведён в штабс-капитаны гвардии с назначением командиром батареи МАУ с оставлением в должности штатного преподавателя академии. С 1870 по 1875 годы одновременно  преподавал в Константиновском артиллерийском училище. В 1876 году произведён в капитаны гвардии.
С 1878 года не прекращая преподавательской деятельности в МАА был назначен помощником инспектора классов в Пажеском Его Величества корпусе и одновременно совещательным членом Артиллерийского комитета при Главном артиллерийском управлении (являясь с 1869 по 1881 год исполняющим обязанности делопроизводителя этого комитета). В 1879 году произведён в полковники гвардии. С 1881 года  не прекращая преподавательской деятельности был назначен штаб-офицером заведующим обучающимися офицерами и в 1882 году членом Конференции МАА.
В 1891 году был произведён в генерал-майоры с  назначением экстраординарным профессором,  в 1893 году утверждён в должности ординарного профессора МАА, читал начертательную геометрию и разные отделы артиллерии. В 1901 году произведён в генерал-лейтенанты, получив звание заслуженного ординарного профессора МАА и назначен членом Артиллерийского комитета.
В 1906 году был произведён в генералы от артиллерии, с увольнением в отставку.
Умер 10 февраля 1911 года в Санкт-Петербурге, похоронен на Никольском кладбище Александро-Невской лавры.

## Награды
Был награждён всеми орденами Российской империи вплоть до ордена Святой Анны 1-й степени высочайше пожалованный ему в 1898 году.